# Хоч-Коч
Хоч-Коч — покинутое село в Галанчожском районе Чеченской Республики. Входит в Нашхоевское сельское поселение.

## География
Село расположено в северо-восточной части Галанчожского района, к северо-востоку от районного центра Галанчож. Ближайшие населённые пункты: на севере — сёла Шалажи и Гехи-Чу, на юго-западе — Мушечу.

## История
Аул Хоч-Коч был ликвидирован в 1944 году во время депортации чеченцев. После восстановления Чечено-Ингушской АССР чеченцам было запрещено возвращаться в свои исконные районы: Галанчожский, Шатойский и Итум-Калинский.